# Mao Kobayashi (attrice)
Mao Kobayashi (小林 麻央?, Kobayashi Mao; Ojiya, 21 luglio 1982 – Meguro, 22 giugno 2017) è stata un'attrice e conduttrice televisiva giapponese.
Ha lavorato inoltre come presentatrice del meteo per Fuji Television dal 2003 al 2006.

## Biografia
Mao Kobayashi nasce nel 1982 a Ojiya, nella prefettura di Niigata, sorella minore di Maya Kobayashi. Dopo essersi trasferita varie volte con la famiglia, si stabilisce a Tokyo dove si diploma alla Kokugakuin Senior High School. Frequenta l'università presso la Sophia University e, nel 2005, si laurea in psicologia. Ancora studentessa universitaria, viene notata per la partecipazione a Koi no kara Sawagi programma talk show della Nippon TV.
Dal 2003 al 2006 lavora come presentatrice meteo alla nel programma Mezamashi Saturday della Fuji TV e, nel 2004, ottiene il suo primo ruolo d'attrice in un dorama: Division 1 Pink Hip Girl. Nell'ottobre 2006, Nippon TV le affida la conduzione del programma News Zero e, proprio durante un'intervista per il programma, conosce il celebre attore kabuki Ichikawa Ebizō XI, pseudonimo di Takatoshi Horikoshi. Il loro fidanzamento viene reso pubblico nel novembre 2009, così come la loro intenzione di sposarsi l'anno seguente. I due convolano a nozze il 29 luglio 2010.
Dopo il matrimonio, decide di ritirarsi dalla sua brillante carriera televisiva per concentrarsi pienamente sulla famiglia e, un anno dopo le nozze, dà alla luce la primogenita Reika, il 25 luglio 2011. Il 22 marzo 2013 nasce il secondo figlio, Kangen.
Nell'ottobre 2014, le viene diagnosticato un tumore al seno, mantenendo però la notizia segreta fino al 9 giugno 2016, quando il marito rivela ufficialmente la malattia in una conferenza stampa, indetta in seguito alla pubblicazione della notizia in prima pagina del giornale Sports Hochi, annunciando che il cancro aveva raggiunto la fase quattro e si era diffuso alle ossa e ai polmoni. Nel novembre 2016, la BBC annuncia di averla inserita nella lista 100 Women 2016, un elenco delle donne più ispiratrici e influenti dell'anno, dopo che il suo blog, su come stesse affrontando la malattia, dal nome Kokoro ("cuore" in giapponese), diventa uno dei siti più popolari e visitati del Giappone.

## Morte
Muore di cancro al seno il 22 giugno 2017.

## Filmografia

### Cinema
- Tokyo Friends: The Movie (2006)
- Captain (2007)
- Mari to Koinu no Monogatari (2007)

### Televisione
- Division 1: Pink Hip Girl - Emi Saeki
- Tokyo Friends - Maki Abiko
- Slow Dance - Ayumi Hirose
- Unfair - Rieko Matsumoto
- Happy! - Choko Ryugasaki
- Oishī Proposal - Saori Shimazaki
- Taiyou no Uta - Yuuko Miura
- Happy! 2 - Choko Ryugasaki